# دروغگوی خوب
دروغگوی خوب (انگلیسی: The Good Liar) یک فیلم در ژانر مهیج و درام به کارگردانی بیل کاندن است که در سال ۲۰۱۹ منتشر شد. از بازیگران آن می‌توان به سلین بوکنز، ایان مک‌کلن، هلن میرن، راسل تووی، جیم کارتر، و مارک لویس جونز اشاره کرد.

## داستان
روی کورتنی ، یک هنرمند مسن بریتانیایی است که به همراه شریک تجاری خود وینسنت ، از هویت های دروغین برای دستکاری مردم در دسترسی وی به امور مالی استفاده می کند. هدف او بتی مک لیش ، استاد سابق تاریخ در دانشگاه آکسفورد است که یک سال پیش همسرش را از دست داد و بیش از 2 میلیون پوند پس انداز دارد .
روی که زانوی بدی ایجاد می کند ، بتی را دستکاری می کند تا اجازه دهد در خانه او بماند. او پیوسته او را تشویق می کند تا یک حساب مشترک سرمایه گذاری در خارج از کشور با او باز کند ، تا بتواند پول او را بدزدد. به طور همزمان ، روی و وینسنت با به کارگیری سرمایه گذاران تقلبی روس ، کلاهبرداری سرمایه گذاری با مارک خود مستمر و همکار وی را آغاز کردند. یکی از روس های جعلی ، در واقع یک قصاب لهستانی ، خواستار کاهش بیشتر این برداشت است. در پاسخ ، روی به اراذل و اوباش دستور می دهد تا با قاطی کننده گوشت دست قصاب را بشکنند . برین که متوجه شد سرقت شده است ، در طی قرار ملاقات با بتی روی را دنبال می کند. روی با مشاهده برین در نزدیکی ، بتی را قبل از اغوای برین به ایستگاه لورل سلیب به مغازه ها می فرستد. در آنجا ، روی برین را خنجر می زند و سپس او را در مسیر قطار ورودی فرو می برد و او را می کشد. 